# Skinnerite
La skinnerite è un minerale.